# تيكومسيه
تيكومسيه (بالإنجليزية: Tecumseh)‏، (مارس 1768 - 5 أكتوبر 1813)،تيكومسيه تعني النجم الثاقب أو الشهاب. وهو زعيم بارز من زعماء قبائل الهنود الأمريكيين بعد الثورة الأمريكية. وقد عمل على توحيد جميع قبائل الهنود الأمريكيين في حلف واحد يستطيع الدفاع عن الأرض الهندية ضد البيض.
من المعتقد أن تيكومسيه ـ وهو ابن زعيم من الشاونيين ـ قد ولد في وادي نهر سكيوتو جنوبي كولمبوس بولاية أوهايو بالولايات المتحدة. وقُتل أبوه واثنان من إخوانه في معركة مع المستوطنين الأمريكيين.
أخذ المستوطنون البيض يستولون بسرعة على أراضي الهنود، وقد بدأ تيكومسيه وأخوه تنسكواتاوا حربًا مقدسة للإبقاء على الأرض الهندية للهنود. ولقد قاد تنسكواتاوا والمعروف بنبي الشاونيين بعثًا دينيًا. كما كان تيكومسيه الذي كان محاربًا قويًا وخطيبًا ملهمًا قائدًا في ميادين السياسة والحرب. ولقد سافر مرتحلاً دون كلل من موطنه في أوهايو إلى جميع القبائل تقريبًا شرقي جبال الروكي. ولقد بذل الرجلان الكثير نحو قيادة الهنود في الطريق الذي اختطه أجدادهم الأوائل وساروا عليه.
شجب تيكومسيه معاهدة كان وليم هنري هاريسون قد عقدها مع الهنود. وقادت خطوته هذه إلى نشوب معركة تيبكانو في نوفمبر 1811. انضم تيكومسيه إلي الجيوش البريطانية لمحاربة الأمريكيين في حرب 1812. وعمل قائدًا للواء المسؤول عن الحلفاء في الهند، ولقد قُتل في معركة التايمز [الإنجليزية] عندما كان يقود قواته في كندا بعد انتصار القائد أوليفر بيري في بحيرة إيري.

## روابط خارجية
- تيكومسيه على موقع الموسوعة البريطانية (الإنجليزية)
- تيكومسيه على موقع إن إن دي بي (الإنجليزية)